# Test di Wada
Il test di Wada, che prende il nome dal neurologo nippo-canadese Juhn Atsushi Wada, è un test medico che prevede l'iniezione di un sedativo (amobarbital) in carotide (alternativamente la destra o la sinistra). A seconda di dove viene eseguita l'iniezione, si può verificare a quale emisfero cerebrale faccia capo una determinata funzione cognitiva e se è unilaterale. 

## Utilità nella diagnostica neurochirugica
Il test di Wada viene utilizzato prima di operazioni di chirurgia ablativa al cervello per epilessia e rimozione di tumori cerebrali, e consente di prevenire il danno alle aree preposte all'elaborazione del linguaggio e ad altre funzioni cognitive superiori come la memoria.
In neurolinguistica, permette di fare deduzioni sulla localizzazione cerebrale di particolari funzioni linguistiche.

## Metodo
Il test viene condotto con il paziente sveglio. Essenzialmente, viene somministrato un blando anestetico (che di solito è l'amobarbitale di sodio), introdotto dentro una delle due arterie carotide interne tramite una cannula oppure un catetere intra-arteriale proveniente dall'arteria femorale. Il farmaco viene iniettato in un emisfero alla volta. L'effetto è quello di "spegnere" temporaneamente qualsiasi funzione linguistica e/o di memoria in uno dei due emisferi in modo da poter valutare l'altro emisfero non anestetizzato. In seguito, immediatamente, il paziente viene sottoposto ad una valutazione neuropsicologica.
Attualmente, sussiste una grande variabilità nei processi utilizzati per somministrare il test, e dunque risulta difficile confrontare i risultati tra un paziente e l'altro.

## Effetti collaterali
Il test di Wada ha alcuni effetti collaterali interessanti. Raramente si nota un drastico cambiamento della personalità, ma è comune osservare una disinibizione comportamentale. Inoltre sono spesso osservate (controlateralmente al lato dell'iniezione) emiplegia, eminegligenza controlaterale e la comparsa di brivido . Durante l'iniezione, tipicamente all'emisfero sinistro, il paziente sperimenta disturbi del linguaggio oppure è inabilitato ad esprimersi o a capire il linguaggio. Anche se i pazienti non sono in grado di parlare, spesso la loro abilità nel canto rimane inalterata. Questo è dovuto al fatto che i circuiti cerebrali utilizzati per percepire la musica e cantare utilizzano una parte differente del cervello rispetto alla lingua parlata, scritta ed ascoltata. Molte persone affette da afasia sono in grado di cantare, e addirittura possono imparare nuove canzoni e le loro melodie.
La ripresa dall'anestesia è molto rapida e le registrazioni dell'EEG e della forza di presa alle estremità sono utilizzati per determinare quando l'effetto del farmaco è scomparso. In generale, la ripresa del linguaggio è dispastico (contiene errori nella produzione o nella comprensione) dopo un'iniezione nell'emisfero dominante. Anche se generalmente considerata una procedura sicura, ci sono quanto meno dei rischi minimi associati alla procedura di angiografia utilizzata per guidare il catetere all'interno dell'arteria carotidea. Ad oggi, sono in fase di ricerca dei metodi non invasivi (ad es. fMRI) per determinare la lateralità del linguaggio e della memoria.